# برنامه‌نویسی تابعی واکنشی
برنامه‌نویسی تابعی واکنشی (به انگلیسی: Functional reactive programming، یا مخفف: FPR) پارادایم برنامه‌نویسی برای برنامه‌نویسی واکنشی به کمک مفاهیم سازندهٔ برنامه‌نویسی تابعی است که برای واسط‌های گرافیکی کاربر، مهندسی رباتیک و آهنگ برای ساده‌سازی این مسئله‌ها به کمک مدل‌سازی صریح زمان استفاده شده‌است.